# Lars Levi Læstadius
Lars Levi Læstadius (ur. 10 stycznia 1800 koło Arjeplog, zm. 21 lutego 1861 w Pajali) – szwedzko-lapoński pastor luterański, założyciel religijnego ruchu odrodzeniowego laestadianizmu, botanik, pisarz i propagator abstynencji.
Lars Laestadius urodził się w szwedzkiej Laponii (Norrbotten), w ubogiej rodzinie myśliwego i rybaka. Dzięki wsparciu ze strony pastora - przyrodniego brata ojca, Lars mógł w 1820 rozpocząć studia na uniwersytecie w Uppsali, które ukończył jako wyróżniający się student. Został asystentem na wydziale botaniki i jednocześnie studiował teologię. W 1825 został ordynowany jako pastor.
Podjął pracę w parafii w rodzinnej miejscowości Arjeplog i rozpoczął działalność misyjną wśród miejscowych Lapończyków w Norrbotten, którą prowadził do końca życia. W 1826 ożenił się z Laponką- Britą Cajsą Alstadius z którą miał dwanaścioro dzieci.
Laestadius biegle znał 3 języki lapońskie: język północnolapoński, pite i lule, a także język fiński. Napisał opracowanie o mitologii lapońskiej, pisał także liczne artykuły naukowe z dziedziny botaniki. W latach 1838–1840 był botanikiem francuskiej wyprawy badawczej do Laponii. Jako botanik zdobył międzynarodowe uznanie: był członkiem szkockich i szwedzkich towarzystw botanicznych. Jego nazwiskiem nazwano 4 rośliny:
- Salix laestadiana (wierzba Laestadiusa)
- Carex laestadii (turzyca Laestadiusa)
- Papaver laestadianum (mak Laestadiusa)
- Arnica alpina laestadiana (arnika górska Laestadiusa)

W czasie pracy misyjnej zetknął się z rozpowszechnionym w Skandynawii problemem alkoholizmu i postanowił, że walka z tym nałogiem będzie celem jego życia. W 1844 spotkał Laponkę – Millę Clementsdotter z Föllinge, która należała do religijnego ruchu odrodzeniowego pod silnym wpływem pietyzmu oraz teologii braci morawskich. Opowiadała Laestadiusowi o swoich doświadczeniach duchowych i wkrótce doszedł on do wniosku, że wiara tej kobiety jest „prawdziwym i żywym chrześcijaństwem”. Uznał, że znajduje się w „stanie łaski” i otrzymał od Boga przebaczenie grzechów. Zaczął głosić natchnione kazania i wkrótce przyciągnął rzesze zwolenników. W 1849 mianowano Laestadiusa diakonem Pajali i inspektorem wszystkich parafii lapońskich. Wykorzystał tę funkcję do szerzenia własnego ruchu religijnego (znanego pod nazwą „laestadianizmu”), który szybko dotarł do Norwegii i Finlandii. Laestadianizm charakteryzował się rygoryzmem moralnym, bezwarunkową abstynencją, odrzucaniem współczesnych ideologii (np. równouprawnienie) i nowoczesnych wynalazków technicznych; propagował powrót do „pierwotnego chrześcijaństwa”. Laestadius zmarł na zapalenie płuc.